# Guion Bluford
Guion Stewart „Guy“ Bluford, Jr. (* 22. November 1942 in Philadelphia, Pennsylvania) ist ein ehemaliger US-amerikanischer Astronaut.
Bluford erhielt 1964 einen Bachelor in Luft- und Raumfahrttechnik von der Pennsylvania State University und 1974 einen Master sowie 1978 einen Doktorgrad in Luft- und Raumfahrttechnik im Bereich Lasertechnik vom Air Force Institute of Technology. 1987 erhielt er einen Master of Business Administration (MBA) von der University of Houston.
1964 kam Bluford zur United States Air Force, wo er nach seiner Pilotenausbildung schon bald nach Cam Ranh Bay in Vietnam versetzt wurde. Insgesamt flog er im Vietnamkrieg 144 Kampfeinsätze. Im Juli 1967 wurde er als Pilotenausbilder zur Sheppard Air Force Base in Texas versetzt.
Am 28. September 2019 wird er als Mitglied der National Aviation Hall of Fame Class of 2019 geehrt.

## Astronautentätigkeit
Bluford wurde im Januar 1978 als Astronautenkandidat von der NASA ausgewählt und bis zum August 1979 zum Missionsspezialisten ausgebildet.

### STS-8
Am 30. August 1983 flog Bluford mit der Raumfähre Challenger zum ersten Mal ins All. Diese Mission war der erste Flug eines Space Shuttle, bei dem sowohl Start als auch Landung in der Nacht erfolgt sind. Die Fracht bestand aus dem indischen Mehrzwecksatelliten Insat 1-B. Bluford war damit der erste Afroamerikaner, der an einer Raumfahrtmission teilnahm. Afrikanischer Abstammung war allerdings auch schon der Kubaner Arnaldo Tamayo Méndez, der 1980 mit Sojus 38 ins All geflogen war.

### STS-61-A
Blufords nächster Einsatz erfolgte am 30. Oktober 1985 ebenfalls mit der Raumfähre Challenger. Bei dieser Mission, die auch als D1-Mission bezeichnet wird, wurde das europäische Spacelab im Laderaum mitgeführt. Dabei flogen zum ersten und bisher einzigen Mal acht Astronauten gleichzeitig mit einem Raumschiff ins All. Außerdem wurde auch der Satellit GLOMR (Global Low Orbiting Message Relay) des US-Militärs ausgesetzt.

### STS-39
Am 28. April 1991 flog Bluford mit der Raumfähre Discovery ins All. Hauptziel der Mission war die Durchführung verschiedener militärischer Experimente sowie das Aussetzen mehrerer kleiner Satelliten.

### STS-53
Am 2. Dezember 1992 startete Bluford mit der Raumfähre Discovery zu seinem letzten Weltraumflug. Diese Mission wurde im Auftrag des US-Verteidigungsministeriums mit einer geheimen Nutzlast durchgeführt.

## Privates
Guion Bluford und seine Frau Linda haben zwei Kinder.